# Sebastián Vrlica
Sebastián Vrlica (Cipolletti, 14 de mayo de 1991) es un futbolista argentino profesional surgido de las divisiones menores del club Huracán, en Argentina. En la actualidad se desempeña en Talleres (RdE).

## Trayectoria

### Huracán
Es incluido por primera vez en el banco de suplentes, en el partido contra Defensa y Justicia en la segunda rueda del torneo 2011/12.

## Clubes
| Club                  | País      | Año             |
| --------------------- | --------- | --------------- |
| Club Atlético Huracán | Argentina | 2012 - 2015     |
| Talleres (RdE)        | Argentina | 2015 - presente |